# 布伦达·考克斯
布伦达·考克斯（英語：Brenda Cox，1944年4月17日—2015年5月6日），澳大利亚女子田径运动员。她曾代表澳大利亚参加1962年大英帝国和英联邦运动会田径比赛，获得一枚金牌和一枚铜牌。